# Peter Luther
Peter Luther (Averfleth bei Wilster, 2 de enero de 1939-15 de octubre de 2024) fue un jinete alemán que compitió en la modalidad de salto ecuestre.
Participó en los Juegos Olímpicos de Los Ángeles 1984, obteniendo una medalla de bronce en la prueba por equipos (junto con Paul Schockemöhle, Franke Sloothaak y Fritz Ligges).
Ganó una medalla de plata en el Campeonato Mundial de Saltos Ecuestres de 1982 y tres medallas en el Campeonato Europeo de Saltos Ecuestres entre los años 1979 y 1985.

## Palmarés internacional
| Juegos Olímpicos   | Juegos Olímpicos             | Juegos Olímpicos  | Juegos Olímpicos |
| Año                | Lugar                        | Medalla           | Categoría        |
| ------------------ | ---------------------------- | ----------------- | ---------------- |
| 1984               | Los Ángeles (Estados Unidos) | Medalla de bronce | Por equipos      |
| Campeonato Mundial |                              |                   |                  |
| Año                | Lugar                        | Medalla           | Categoría        |
| 1982               | Dublín (Irlanda)             | Medalla de plata  | Por equipos      |
| Campeonato Europeo |                              |                   |                  |
| Año                | Lugar                        | Medalla           | Categoría        |
| 1979               | Róterdam (Países Bajos)      | Medalla de plata  | Por equipos      |
| 1981               | Múnich (RFA)                 | Medalla de oro    | Por equipos      |
| 1985               | Dinard (Francia)             | Medalla de bronce | Por equipos      |